# Marta Cartabia

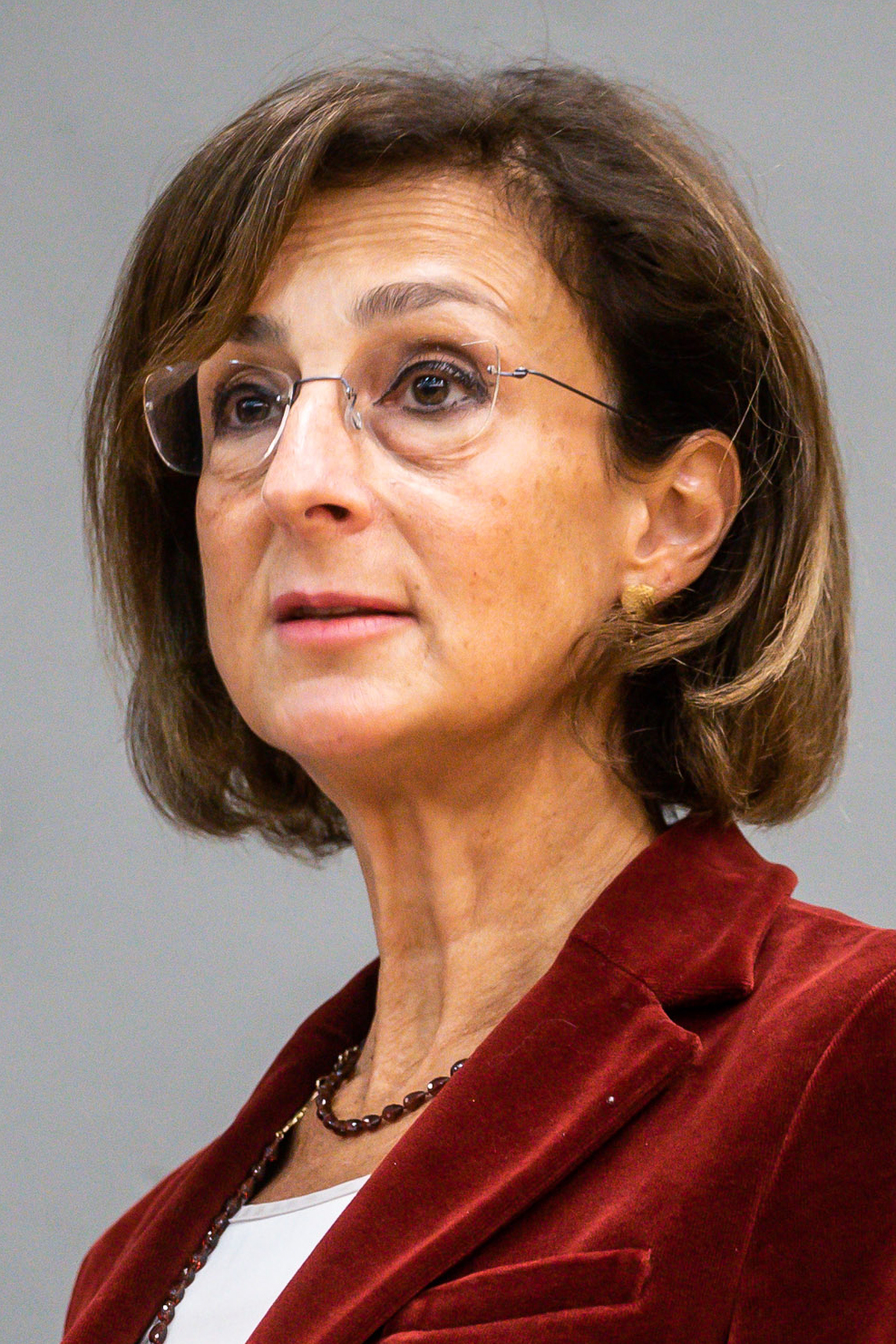
Marta Cartabia (November 2020)

Marta Maria Carla Cartabia (* 14. Mai 1963 in San Giorgio su Legnano) ist eine italienische Juristin und Professorin für Verfassungsrecht. Von Dezember 2019 bis September 2020 war sie Präsidentin des italienischen Verfassungsgerichts. Vom 13. Februar 2021 bis zum 22. Oktober 2022 war sie italienische Justizministerin im Kabinett Draghi.

## Leben
Marta Cartabia studierte Rechtswissenschaften an der Universität Mailand; 1987, mit 24 Jahren, schloss Cartabia ihr Jurastudium mit Bestnote ab. Thema ihrer Abschlussarbeit war Esiste un diritto costituzionale europeo? (Gibt es ein europäisches Verfassungsrecht?) und ihr Betreuer der spätere Verfassungsrichter Valerio Onida. Nach weiteren Studien im Ausland, von 1989 bis 1991 in Aix-en-Provence bei Louis Favoreu und im Herbst desselben Jahres an der University of Michigan Law School bei Joseph H. H. Weiler, wurde sie 1993 mit einer Arbeit zur europäischen Integration am Istituto Universitario Europeo (Fiesole) promoviert. Ihr Doktorvater war Bruno De Witte. Sie war anschließend tätig an verschiedenen Forschungsstellen und Dozenturen zum Öffentlichen Recht.
2005 erhielt sie einen Ruf auf die Professur für Öffentliches Recht an die Universität Mailand-Bicocca. 2008 wurde sie an derselben Universität ordentliche Professorin für Verfassungsrecht.
Neben ihrer akademischen Laufbahn, die sie auch des Öfteren im Ausland lehren ließ, forschte und arbeitete sie auch am Verfassungsgericht und auf nationaler wie auch internationaler Ebene, auch in EU-Gremien. Sie gilt als Expertin für internationales Recht sowie für die Integration europäischer und nationaler Verfassungssysteme. Seit Dezember 2017 ist sie Ersatzmitglied der Venedig-Kommission des Europarates.
Zudem ist sie Redaktions- und Leitungsmitglied von vier juristischen Zeitschriften: Rivista italiana di diritto pubblico comunitario, Quaderni costituzionali, Rassegna di diritto pubblico europeo sowie Revista Española de Derecho Europeo. Seit 2009 ist sie außerdem Kodirektorin des Italian Journal of Public Law.
2011 wurde sie vom Staatspräsidenten Giorgio Napolitano in das Italienischen Verfassungsgericht berufen und am 11. Dezember 2019 zur Präsidentin des Verfassungsgerichts gewählt. Mit Marta Cartabia hat erstmals eine Frau dieses Amt bekleidet. Ihre neunjährige Amtszeit am Verfassungsgericht endete am 13. September 2020.
Mit der Bildung des Kabinetts Draghi wurde Cartabia am 13. Februar 2021 zur Justizministerin ernannt. Am 22. Oktober 2022 ist sie aus diesem Amt ausgeschieden.
Marta Cartabia ist verheiratet und Mutter dreier Kinder.

## Politische Debatte
Cartabia, die 2008 für die Agentur der Europäischen Union für Grundrechte den rechtlichen Länderreport zur Homophobie und Diskriminierung aufgrund sexueller Orientierung verfasste, wurde nach ihrer Nominierung durch Napolitano von verschiedenen LGBT-Medien vorgeworfen, die gleichgeschlechtliche Ehe abzulehnen und somit gleichgeschlechtliche Partnerschaften zu diskriminieren.
In einem Beitrag für das Buch von Francesco Occhetta: „Ricostruiamo la politica. Orientarsi nel tempo dei populismi.“ („Lasst uns die Politik wieder aufbauen. Orientierung in Zeiten des Populismus“) zitiert Marta Cartabia aus einer Predigt des emeritierten Papstes Benedikt XVI.: „Der Kompromiss ist die wahre Moral des politischen Handelns.“

## Ehrungen und Auszeichnung
Am 24. Oktober 2011 wurde sie auf Initiative Napolitanos mit dem  Großkreuz des Verdienstordens der Italienischen Republik ausgezeichnet.
Am 11. September 2021 ernannte sie Papst Franziskus zum ordentlichen Mitglied der Päpstlichen Akademie der Sozialwissenschaften. Am 25. April 2023 ernannte sie der Papst zudem zum Mitglied der Sektion des Dikasteriums für die Evangelisierung für die grundlegenden Fragen der Evangelisierung in der Welt.